# Jordan Brown (homme politique ténelien)
Pour les articles homonymes, voir Jordan Brown et Brown.
Jordan Brown, né le 14 septembre 1989, est un soudeur et homme politique canadien élu député à la Chambre d'assemblée de Terre-Neuve-et-Labrador lors des élections générales téneliennes de 2019. Il représente la circonscription électorale de Labrador-Ouest en tant que membre du Nouveau Parti démocratique de Terre-Neuve-et-Labrador,. 

## Biographie
Brown suit une formation de soudeur à Happy Valley-Goose Bay puis revient à Labrador City pour travailler. En 2013, il aide à relancer la société du patrimoine locale. En 2014, il mène avec succès une campagne d'un an visant à faire reconnaître le drapeau du Labrador comme symbole du Labrador et à le faire flotter aux postes frontières et sur les bâtiments du gouvernement. 
Pour ses efforts, il reçoit en 2017 la médaille de distinction des Labradoriens. 
Il se présente aux élections générales de 2019 pour le Nouveau Parti démocratique de Terre-Neuve-et-Labrador dans Labrador-Ouest. Il y affronte Graham Letto, député libéral et ministre sortant chargé des Affaires municipales. Le soir des élections, il est annoncé gagnant par 5 voix, le premier ministre sortant Dwight Ball échappant la majorité à un siège. Un recomptage judiciaire confirme sa victoire en juin 2019, après avoir réduit son avance à deux voix. Le gouvernement assermenté est donc bien un gouvernement minoritaire.